# Alemania Federal en la Eurocopa 1976
La Selección de fútbol de Alemania fue uno de los 4 equipos participantes en la Eurocopa 1976, que se lleva a cabo entre el 16 y el 20 de junio de 1976 en Yugoslavia.
La fase final comenzó en semifinales. Alemania Federal remontó un 2:0 adverso ante la anfitriona Yugoslavia, Dieter Müller con triplete y Heinz Flohe marcaron los tantos para el 4:2. Así Alemania clasificó a su segunda final consecutiva después de Bélgica 1972.
En la final del certamen, alcanzó a empatar un 2:0 en contra ante Checoslovaquia, con goles de Dieter Müller y Bernd Hölzenbein, quien emparejó el marcador en el minuto 90'. El partido fue muy equilibrado, por lo que prosiguió a la prórroga y después a penales, donde el futbolista alemán Uli Hoeneß erró su tiro. En aquella tanda de penales histórica, el checoslovaco Antonín Panenka sorprendió al mundo inventando una elegante forma de cobrar un penal, que consistió en golpear con la punta de la bota la parte inferior de la pelota, introduciendo el balón por el medio de la portería; este penalti le dio el título a su país.

## Clasificación
| Equipo           | Pts | PJ | PG | PE | PP | GF | GC | Dif |
| ---------------- | --- | -- | -- | -- | -- | -- | -- | --- |
| Alemania Federal | 9   | 6  | 3  | 3  | 0  | 14 | 4  | 10  |
| Grecia           | 7   | 6  | 2  | 3  | 1  | 12 | 9  | 3   |
| Bulgaria         | 6   | 6  | 2  | 2  | 2  | 12 | 7  | 5   |
| Malta            | 2   | 6  | 1  | 0  | 5  | 2  | 20 | -18 |

| Fecha                   | Lugar      |                  |                     | Resultado |                     |                  |
| ----------------------- | ---------- | ---------------- | ------------------- | --------- | ------------------- | ---------------- |
| 20 de noviembre de 1974 | El Pireo   | Grecia           | Bandera de Grecia   | 2:2 (1:0) | Bandera de Alemania | Alemania Federal |
| 22 de diciembre de 1974 | Gżira      | Malta            | Bandera de Malta    | 0:1 (0:1) | Bandera de Alemania | Alemania Federal |
| 27 de abril de 1975     | Sofía      | Bulgaria         | Bandera de Bulgaria | 1:1 (0:0) | Bandera de Alemania | Alemania Federal |
| 11 de octubre de 1975   | Düsseldorf | Alemania Federal | Bandera de Alemania | 1:1 (0:0) | Bandera de Grecia   | Grecia           |
| 19 de noviembre de 1975 | Stuttgart  | Alemania Federal | Bandera de Alemania | 1:0 (0:0) | Bandera de Bulgaria | Bulgaria         |
| 28 de noviembre de 1976 | Dortmund   | Alemania Federal | Bandera de Alemania | 8:0 (4:0) | Bandera de Malta    | Malta            |

### Cuartos de final
| 24 de abril de 1976, 21:00 | España         | 1:1 (1:0) | Alemania Federal | Estadio Vicente Calderón, Madrid                        |                                                         |
|                            | Santillana 21' | Reporte   | Beer 60'         | Asistencia: 45 000 espectadores Árbitro(s): Jack Taylor | Asistencia: 45 000 espectadores Árbitro(s): Jack Taylor |

| 22 de mayo de 1976, 16:00 | Alemania Federal            | 2:0 (2:0) | España | Olympiastadion, Múnich                                   |                                                          |
|                           | Hoeneß 17' · Toppmöller 43' | Reporte   |        | Asistencia: 75 000 espectadores Árbitro(s): Robert Wurtz | Asistencia: 75 000 espectadores Árbitro(s): Robert Wurtz |

### Goleadores
| Jugador           | Goles | PJ | Minuto |
| ----------------- | ----- | -- | ------ |
| Jupp Heynckes     | 4     | 5  | 382    |
| Erich Beer        | 4     | 7  | 630    |
| Klaus Toppmöller  | 2     | 2  | 180    |
| Ronald Worm       | 2     | 3  | 270    |
| Bernhard Cullmann | 2     | 5  | 283    |
| Uli Hoeneß        | 2     | 4  | 344    |
| Manfred Ritschel  | 1     | 1  | 90     |

## Jugadores
| #  | Nombre                   | Posición      | Edad | Club                     |
| -- | ------------------------ | ------------- | ---- | ------------------------ |
| 1  | Sepp Maier               | Portero       | 32   | Bayern Múnich            |
| 2  | Berti Vogts              | Defensa       | 29   | Borussia Dortmund        |
| 3  | Bernard Dietz            | Defensa       | 28   | Duisburgo                |
| 4  | Hans-Georg Schwarzenbeck | Defensa       | 28   | Bayern Múnich            |
| 5  | Franz Beckenbauer        | Defensa       | 30   | Bayern Múnich            |
| 6  | Herbert Wimmer           | Delantero     | 31   | Borussia Mönchengladbach |
| 7  | Rainer Bonhof            | Mediocampista | 24   | Borussia Mönchengladbach |
| 8  | Uli Hoeneß               | Mediocampista | 24   | Bayern Múnich            |
| 9  | Dieter Müller            | Delantero     | 22   | Colonia                  |
| 10 | Erich Beer               | Mediocampista | 29   | Hertha BSC               |
| 11 | Bernd Hölzenbein         | Delantero     | 30   | Eintracht Frankfurt      |
| 12 | Ronald Worm              | Delantero     | 22   | Duisburgo                |
| 13 | Dietmar Danner           | Mediocampista | 25   | Borussia Mönchengladbach |
| 14 | Hans Bongartz            | Mediocampista | 24   | Schalke 04               |
| 15 | Heinz Flohe              | Mediocampista | 28   | Colonia                  |
| 16 | Peter Nogly              | Defensa       | 29   | Hamburgo                 |
| 17 | Manfred Kaltz            | Defensa       | 23   | Hamburgo                 |
| 18 | Rudolf Kargus            | Portero       | 23   | Hamburgo                 |
| 19 | Bernd Franke             | Portero       | 28   | Eintracht Braunschweig   |
| 20 | Peter Reichel            | Defensa       | 24   | Eintracht Frankfurt      |
| 21 | Uli Stielike             | Mediocampista | 21   | Borussia Mönchengladbach |
| 22 | Bernd Dürnberger         | Mediocampista | 22   | Bayern Múnich            |
| DT | Helmut Schön             |               |      |                          |

## Participación

### Semifinal
| 17 de junio de 1976, 20:15 | Alemania Federal                    | 4:2 (0:2) | Yugoslavia                | Crvena Zvezda Stadium, Belgrado                             |                                                             |
|                            | Flohe 65' · D. Müller 80' 115' 118' | Reporte   | Popivoda 18' · Dzajic 32' | Asistencia: 50 700 espectadores Árbitro(s): Alfred Delcourt | Asistencia: 50 700 espectadores Árbitro(s): Alfred Delcourt |

### Final
| 20 de junio de 1976, 20:15 | Checoslovaquia                               | 2:2 (2:1) (t. s.)(5:3 p.)  | Alemania Federal                   | Crvena Zvezda Stadium, Belgrado                            |                                                            |
|                            | Svehlik 8' · Dobias 25'                      | Reporte                    | D. Müller 28' · Hölzenbein 90'     | Asistencia: 30 800 espectadores Árbitro(s): Sergio Gonella | Asistencia: 30 800 espectadores Árbitro(s): Sergio Gonella |
|                            |                                              | Tiros desde el punto penal |                                    |                                                            |                                                            |
|                            | Masny · Nehoda · Ondrus · Jurkemik · Panenka |                            | Bonhof · Flohe · Bongartz · Hoeneß |                                                            |                                                            |

## Estadísticas

### Tabla estadística
| Equipo | Equipo           | Pts | PJ | PG | PE | PP | GF | GC | Dif | Rend |
| ------ | ---------------- | --- | -- | -- | -- | -- | -- | -- | --- | ---- |
| 1      | Checoslovaquia   | 3   | 2  | 1  | 1  | 0  | 5  | 3  | 2   | 75%  |
| 2      | Alemania Federal | 3   | 2  | 1  | 1  | 0  | 6  | 4  | 2   | 75%  |
| 3      | Países Bajos     | 2   | 2  | 1  | 0  | 1  | 4  | 5  | -1  | 50%  |
| 4      | Yugoslavia       | 0   | 2  | 0  | 0  | 2  | 4  | 7  | -3  | 0%   |

### Goleadores
| Jugador          | Goles | PJ | Minuto |
| ---------------- | ----- | -- | ------ |
| Dieter Müller    | 4     | 2  | 131    |
| Heinz Flohe      | 1     | 2  | 118    |
| Bernd Hölzenbein | 1     | 2  | 210    |